# Конституционно незащитено слово
Подстрекателство към непосредствено предстоящи беззакония не се счита изказване защитено от свободата на словото, произтичаща от Първата поправка на американската конституция. Това е настоящият стандарт за това докъде се простират рамките на защитената свобода на словото, установен от американския Върховен съд вследствие на делото Бранденбърг срещу Охайо (1969). Делото Бранденбърг допълнително уточнява какво е „ясна и съществуваща опасност“ – стандарт за свобода на словото посочен вследствие на делото „Шенк срещу САЩ“ (1919), и отхвърля предишното решение от делото „Уитни срещу Калифорния“, че самото подстрекаване към незаконни действия може да се счита незащитено слово и съответно извън закона. Според настоящето тълкуване, подстрекателство към непосредствено предстоящо извършване на незаконни действия не попада в категорията на свободно слово и не е защитено от Първата поправка, ако действията на говорещия подтикват към нарушение на закона, 
което е едновременно вероятно и непосредствено предстоящо.
Макар точната дефиниция на „непосредствено предстоящо“ да е обтекаема, съдът намира достатъчно добра отправна точка в делото Хес срещу Индиана (1973).. В този случай съдът намира думите на Хес в рамките на защитената реч, понеже неговото изказване „...се равнявало само на не повече от подстрекаване към незаконни действия, но в неопределен бъдещ момент...“/ и следователно не достига критериите за непосредствено предстоящо противозаконно действие.